# Alchemilla armeniaca
Alchemilla armeniaca är en rosväxtart som beskrevs av Werner Hugo Paul Rothmaler. Alchemilla armeniaca ingår i släktet daggkåpor, och familjen rosväxter. Inga underarter finns listade i Catalogue of Life.